# Соболевськія кримська
Соболевськія кримська, соболевськія сибірська (Sobolewskia sibirica) — вид рослин з родини капустяні (Brassicaceae), ендемік Криму, Україна.

## Опис
Дворічна рослина 20–40 см заввишки; частіше гілляста. Листки округлі. Пелюстки білі, з короткими нігтиками. Стручечки нерозкривні, довгасті або булавоподібні, шкірясті, майже гладкі, 9–10 мм завдовжки, зазвичай 1-насінні. Стебло голе або зрідка запушене. Суцвіття — китиця: щиткоподібна під час цвітіння й видовжена при плодах.
Цвіте у квітні — травні; плодоносить у червні — серпні.

## Поширення
Ендемік Криму, Україна.
В Україні вид зростає на скелях і кам'янистих схилах ПБК, рідко.

## Загрози й охорона
Загрозами є низький потенціал насіннєвого розмноження, слабка конкурентоздатність, природне руйнування екотопів, вузька екологічна амплітуда.
Занесений до Червоної книги Україні в статусі «Рідкісний». Охороняється в Кримському і Ялтинському гірсько-лісовому ПЗ.